# Thyenula flava
Thyenula flava är en spindelart som först beskrevs av Peckham, Peckham 1903.  Thyenula flava ingår i släktet Thyenula och familjen hoppspindlar. Inga underarter finns listade i Catalogue of Life.